# Sierra de las Águilas
Sierra de las Águilas är en ås i Spanien.   Den ligger i regionen Baskien, i den sydöstra delen av landet, 300 km sydost om huvudstaden Madrid.